# Ultraimpulso de Aichelburg–Sexl
Em relatividade geral, o ultraimpulso de Aichelburg–Sexl é uma solução exata a qual modela o espaço-tempo de um observador se aproximando ou se afastando de um objeto gravitante esfericamente simétrico quase à velocidade da luz.  Foi introduzida por Peter C. Aichelburg e Roman U. Sexl em 1971.
A motivação original por trás do ultraimpulso foi considerar o campo gravitacional de partículas pontuais sem massa dentro da relatividade geral. Pode ser considerado uma aproximação ao poço gravitacional de um fóton ou outra partícula à velocidade da luz, embora não leve em consideração a incerteza quântica na posição ou no momento da partícula.
O tensor métrico pode ser escrito, em termos de coordenadas de Brinkmann, como
{\displaystyle ds^{2}=-8m\,\delta (u)\,\log r\,du^{2}+2\,du\,dv+dr^{2}+r^{2}\,d\theta ^{2},}
{\displaystyle -\infty <u,v<\infty ,\,0<r<\infty ,\,-\pi <\theta <\pi }
O ultraimpulso pode ser obtido como o limite de uma métrica, que também é uma solução exata, pelo menos se admitirmos curvaturas impulsivas.
Por exemplo, pode-se tomar um pulso Gaussiano.
{\displaystyle ds^{2}=-{\frac {4ma\,\log(r)}{\pi \,(1+a^{2}u^{2})}}\,du^{2}+2du\,dv+dr^{2}+r^{2}\,d\theta ^{2},}
Nestes ondas pp de vácuo axissimétricas sobre-polarizadas, a curvatura se concentra ao longo do eixo de simetria, reduzindo-se a {\displaystyle O(m/r)}, e também próximo a {\displaystyle u=0}.  Como {\displaystyle a\rightarrow \infty }, o perfil da onda se transforma em um delta de Dirac e o ultraimpulso é recuperado.
O ultraimpulso também ajuda a entender por que observadores em movimento rápido não verão estrelas em movimento e objetos semelhantes a planetas se transformarem em buracos negros.